# Parlamento Regional de Baden-Württemberg
El Parlamento Regional de Baden-Württemberg es el parlamento estatal (Landtag) del estado federado alemán de Baden-Württemberg. Se reúne en Stuttgart y en la actualidad cuenta con 154 miembros de cinco partidos políticos.

## Composición actual

### Resultado electoral
| Elecciones al Parlamento de Baden-Württemberg de 2021 |                           |                      |           |        |           |           |
| Candidaturas                                          | Candidaturas              | Candidato            | Votos     | Votos  | Diputados | Diputados |
|                                                       | Alianza 90/Los Verdes     | Winfried Kretschmann | 1 586 192 | 32.6 % | 58        | 11        |
|                                                       | Unión Demócrata Cristiana | Susanne Eisenmann    | 1 168 975 | 24.1 % | 42        | -         |
|                                                       | Partido Socialdemócrata   | Andreas Stoch        | 535 489   | 11.0 % | 19        | -         |
|                                                       | Partido Democrático Libre | Hans-Ulrich Rülke    | 508 429   | 10.5 % | 18        | 6         |
|                                                       | Alternativa para Alemania | Bernd Gögel          | 473 485   | 9.7 %  | 17        | 6         |
| Fuente: Parlamento de Baden-Württemberg               |                           |                      |           |        |           |           |

Básicamente, todas las elecciones se han llevado a cabo utilizando un sistema de representación proporcional, con un mínimo del 5% de los votos para recibir escaños. Sin embargo, hay algunas excepciones, lo que hace al sistema electoral de Baden-Württemberg uno de los más complicados en Alemania.

### Órganos del Parlamento en la XVII legislatura

#### La Mesa
| Cargo                                   | Titular           | Lista  |
| --------------------------------------- | ----------------- | ------ |
| Presidenta                              | Muhterem Aras     | B'90/G |
| Vicepresidente primero                  | Wolfgang Reinhart | CDU    |
| Vicepresidente segundo                  | Daniel Born       | SPD    |
| Fuente: Parlamento de Baden-Württemberg |                   |        |

#### Grupos parlamentarios
| Grupo parlamentario                     | Grupo parlamentario                               | Integrantes               | Líder                | Portavoz            | Escaños |
| --------------------------------------- | ------------------------------------------------- | ------------------------- | -------------------- | ------------------- | ------- |
|                                         | Bündnis 90/Die Grünen Baden-Württemberg           | Alianza 90/Los Verdes     | Winfried Kretschmann | Daniel Lede Abal    | 58      |
|                                         | Christlich Demokratischen Union Baden-Württemberg | Unión Demócrata Cristiana | Manuel Hagel         | Andreas Deuschle    | 42      |
|                                         | Sozialdemokratische Partei Baden-Württemberg      | Partido Socialdemócrata   | Andreas Stoch        | Sascha Binder       | 19      |
|                                         | Freie Demokratische Partei Baden-Württemberg      | Partido Democrático Libre | Hans-Ulrich Rülke    | Jochen Haußmann     | 18      |
|                                         | Alternative für Deutschland Baden-Württemberg     | Alternativa para Alemania | Anton Baron          | Daniel Lindenschmid | 17      |
| Fuente: Parlamento de Baden-Württemberg |                                                   |                           |                      |                     |         |

#### Comisiones
| Comisiones del Parlamento de Baden-Württemberg            |             |                     |                       |
| Comisión                                                  | Presidencia | Presidencia         | Vicepresidencia       |
| Comisiones permanentes                                    |             |                     |                       |
| Alimentación, Asuntos Rurales y Protección del Consumidor |             | Martin Hahn         | Klaus Hoher           |
| Asuntos Económicos, Trabajo y Turismo                     |             | Erik Schweickert    | Katrin Schindele      |
| Asuntos Sociales, Salud e Integración                     |             | Florian Wahl        | Fadime Tuncer         |
| Ciencia, Investigación y Artes                            |             | Nese Erikli         | Rainer Balzer         |
| Control Parlamentario                                     |             | Oliver Hildenbrand  | Guido Wolf            |
| Cultura, Juventud y Deporte                               |             | Petra Häffner       | Katrin Steinhülb-Joos |
| Desarrollo Regional y Vivienda                            |             | Christiane Staab    | Christian Jung        |
| Emergencia                                                |             | Muhterem Aras       | Wolfgang Reinhart     |
| Europa y Asuntos Internacionales                          |             | Willi Stächele      | Catherine Kern        |
| Finanzas                                                  |             | Martin Rivoir       | Sarah Schweizer       |
| Interior, Digitalización y Autoridades Locales            |             | Ulli Hockenberger   | Andrea Schwarz        |
| Medio Ambiente, Clima y Energía                           |             | Daniel Karrais      | Hans-Peter Behrens    |
| Permanente                                                |             | Guido Wolf          | Vacante               |
| Peticiones                                                |             | Thomas Marwein      | Andreas Kenner        |
| Revisión Electoral                                        |             | Daniel Lindenschmid | Michael Joukov        |
| Transporte                                                |             | Rüdiger Klos        | August Schuler        |
| Comisiones de Investigación                               |             |                     |                       |
| Prácticas de Promoción e IdP                              |             | Daniela Evers       | Boris Weirauch        |
| Sociedad Resiliente a las Crisis                          |             | Alexander Salomon   | Natalie Pfau-Welle    |
| Fuente: Parlamento de Baden-Württemberg                   |             |                     |                       |

## Histórico de resultados y distribución de escaños
|  | 63,6 % |

| 4   | 38  | 23  | 50  | 6   |
| KPD | SPD | FDP | CDU | BHE |

|  | 70,2 % |

| 36  | 21  | 56  | 7   |
| SPD | FDP | CDU | BHE |

|  | 58,9 % |

| 44  | 18  | 52  | 7   |
| SPD | FDP | CDU | BHE |

|  | 67,7 % |

| 47  | 14  | 59  |
| SPD | FDP | CDU |

|  | 70,7 % |

| 37  | 18  | 60  | 12  |
| SPD | FDP | CDU | NPD |

|  | 80,0 % |

| 45  | 10  | 65  |
| SPD | FDP | CDU |

|  | 75,5 % |

| 41  | 9   | 71  |
| SPD | FDP | CDU |

|  | 71,9 % |

| 40  | 6     | 10  | 68  |
| SPD | Grüne | FDP | CDU |

|  | 71,2 % |

| 41  | 9     | 8   | 68  |
| SPD | Grüne | FDP | CDU |

|  | 71,7 % |

| 42  | 10    | 7   | 66  |
| SPD | Grüne | FDP | CDU |

|  | 70,1 % |

| 42  | 13    | 8   | 64  | 15  |
| SPD | Grüne | FDP | CDU | REP |

|  | 67,6 % |

| 39  | 19    | 14  | 69  | 14  |
| SPD | Grüne | FDP | CDU | REP |

|  | 62,5 % |

| 45  | 10    | 10  | 63  |
| SPD | Grüne | FDP | CDU |

|  | 53,4 % |

| 38  | 17    | 15  | 69  |
| SPD | Grüne | FDP | CDU |

|  | 66,3 % |

| 35  | 36    | 7   | 60  |
| SPD | Grüne | FDP | CDU |

|  | 70,4 % |

| 19  | 47    | 12  | 42  | 23  |
| SPD | Grüne | FDP | CDU | AfD |

|  | 63,8 % |

| 19  | 58    | 18  | 42  | 17  |
| SPD | Grüne | FDP | CDU | AfD |